# Erminio Favalli
Erminio Favalli (né le 29 janvier 1944 à Crémone en Lombardie et mort le 18 avril 2008 dans la même ville) est un joueur devenu dirigeant de football italien, qui jouait au poste de milieu de terrain.

## Biographie

### Joueur
Surnommé Favallino, il est formé par le club de sa ville natale, l'Unione Sportiva Cremonese, disputant avec les grigiorossi quelques championnats de Serie C. Il est ensuite repéré par l'Inter, qui l'achète à l'été 1964. 
Avec le club nerazzurro, champion d'Italie en 1964-1965, d'Europe et du monde, il ne parvient toutefois par à s'imposer dans l'équipe première, en concurrence avec les fuoriclasse Mario Corso et Jair, restant donc avec la réserve et les jeunes du centre de formation.
À la fin de la saison, il passe de l'Inter à Foggia, également en Serie A, où il prend la place dans l'effectif de son frère Armanno mort dans un accident de la route à bord de sa Fiat 850 (le président interiste de l'époque, Angelo Moratti, ami personnel du président foggiano Domenico Rosa Rosa, donne Erminio gratuitement au club par geste de solidarité). Ses prestations lors de sa saison avec les pugliesi lui valent d'être convoqué en équipe italienne olympique (un match et un but contre le Luxembourg) puis d'être acheté par la Juventus, fortement voulu par l'entraîneur bianconero Heriberto Herrera, qui voit en lui un latéral idéal pour son système du movimiento.
Lors de sa première saison en bianconero (où il joue son premier match le 4 septembre 1966 lors d'une victoire 1-0 contre Savone), il remporte le scudetto. Il alterne avec Gianfranco Zigoni au poste d'ailier droit, plus offensif et dynamique mais moins dynamique. Il marque l'un des buts les plus décisifs pour la conquête du titre, contre l'Inter. Les années suivantes sont moins chanceuses pour lui à la Juventus (avec aucun titre en championnat et en coupe d'Europe), perdant son poste de titulaire en faveur de Franco Causio, jusqu'à être relégué définitivement sur le banc en 1969-1970 (puis après ses conflits avec l'entraîneur Heriberto Herrera).
Durant l'été 1970, il accepte d'être transféré à Mantoue en Serie B, et, avec ses trente rencontres et un but, remporte le championnat dès sa première saison. Il ne suit toutefois pas les virgiliani en première division, et est transféré à Palerme, désiré par Benigno De Grandi.
En rosanero, il est promu en Serie A, et lors de la saison 1972-1973, il dispute son dernier championnat de Serie A, inscrivant deux de ses treize buts en championnat.
Il reste à Palerme jusqu'à la fin de sa carrière en 1977-1978, disputant ensuite quatre championnats, jouant notamment la finale à l'Olimpico à la Coppa Italia 1973-74, perdue contre Bologne. Très apprécié des tifosi, il est notamment capitaine des rosanero.
Au total, il dispute 114 matchs de Serie A pour 5 buts inscrits.

### Dirigeant
Après avoir pris sa retraite, il est tout d'abord directeur sportif de Palerme, pendant six ans (1978-1984), avant d'être en 1984 appelé par le président Domenico Luzzara pour devenir le nouveau directeur sportif de son ancien club de Cremonese, rôle qu'il assume durant vingt ans. Il est connu pour avoir lancé des joueurs comme Gianluca Vialli, Attilio Lombardo ou encore Giuseppe Favalli. Avec les grigiorossi, il est promu en Serie A et remporte une Coupe anglo-italienne. 
En 2002, il devient le directeur sportif de Pizzighettone qui, sous son ère est promue en Serie C1, avant de retourner à Cremonese en 2007.
Il meurt d'un infarctus le 18 avril 2008 à 64 ans.

## Palmarès
| Juventus - Championnat d'Italie (1) : - Vainqueur : 1966-67. |  | Mantoue - Championnat d'Italie D2 (1) : - Vainqueur : 1970-71. |  | Palerme - Coupe d'Italie : - Finaliste : 1973-74. |